# 卡滕 (加利福尼亞州)
卡滕（英語：Cutten）是位於美國加利福尼亞州洪堡縣的一個人口普查指定地區。

## 地理
卡滕的座標為40°46′11″N 124°08′34″W / 40.76972°N 124.14278°W，而該地最高點為海拔高度61米（即200英尺）。

## 人口
根據2010年美國人口普查的數據，卡滕的面積為3.351平方千米，當中陸地面積為3.351平方千米，而水域面積為0.000平方千米。當地共有人口3108人，而人口密度為每平方千米927人。